# Митропулос, Димитрис
Дими́трий Митро́пулос (греч. Δημήτρης Μητρόπουλος, англ. Dimitri Mitropoulos; 18 февраля (1 марта) 1896, Афины — 2 ноября 1960, Милан; похоронен в Афинах) — греческий и американский дирижёр, пианист и композитор.

## Биография
Музыкальная одарённость Митропулоса проявилась в отрочестве, когда с 11 до 14 лет он проводил у себя дома каждую субботу музыкальные собрания. К этому времени относится его первое сочинение — соната для скрипки и фортепиано (не сохранилась).
Учился в Афинской консерватории, потом в Брюсселе и наконец в Берлине у Ферруччо Бузони. В 1921—1925 гг. был ассистентом дирижёра Берлинской оперы Эриха Клайбера. В дальнейшем занимал ряд музыкальных должностей в Греции, продолжая часто выступать в Германии. Основал (со скрипачом Ф. Болонинисом и виолончелистом А. Пападимитриу) Афинское трио. В 1930 г. на концерте с Берлинским филармоническим оркестром исполнил 3-й фортепианный концерт Прокофьева, одновременно дирижируя из-за клавиатуры, — практика, обычная для старинного музицирования и довольно неожиданная для этого времени.
В 1936 г. Митропулос впервые выступил в США (с Бостонским оркестром) и в конце 1930-х фактически переселился в Америку, получив гражданство в 1946 г. В 1937—1949 гг. он был главным дирижёром Миннеаполисского симфонического оркестра. В 1949 г. возглавил Нью-Йоркский филармонический оркестр на пару с Леопольдом Стоковским, в 1951—1957 гг. — единолично, уступив этот последний пост своему ученику Леонарду Бернстайну. Одновременно с 1954 г. и до самой смерти Митропулос руководил оркестром нью-йоркской Метрополитен-оперы.
Прославился как интерпретатор музыки XX в., пропагандировал сочинения Г. Малера, Р. Штрауса, С. С. Прокофьева, Р. Воан-Уильямса, А. Берга (первая полная аудиозапись оперы «Воццек», 1951 г.), А. Шёнберга. Оперный репертуар Митропулоса-дирижёра включал среди прочего оперы русских композиторов («Евгений Онегин» П. И. Чайковского, «Борис Годунов» М. П. Мусоргского). Как пианист, Митропулос впервые исполнил и записал фортепианный концерт Э. Кшенека.
Скончался в Милане во время репетиции 3-й симфонии Густава Малера.
Митропулос был известен своей фотографической памятью, позволявшей ему практически не пользоваться партитурами (не только на концертах, но и на репетициях), и почти монашеским образом жизни, вызванным глубокой приверженностью греческому православию.